# Lasse Priester
Lasse Nygaard Priester (1995) es un deportista alemán que compite en triatlón.
Ganó una medalla de bronce en el Campeonato Mundial por Relevos Mixtos de 2025 y una medalla de plata en el Campeonato Europeo de Triatlón de Velocidad de 2023.

## Palmarés internacional
| Campeonato Mundial por Relevos Mixtos | Campeonato Mundial por Relevos Mixtos | Campeonato Mundial por Relevos Mixtos | Campeonato Mundial por Relevos Mixtos |
| Año                                   | Lugar                                 | Medalla                               | Prueba                                |
| ------------------------------------- | ------------------------------------- | ------------------------------------- | ------------------------------------- |
| 2025                                  | Hamburgo (Alemania)                   | Medalla de bronce                     | Relevo mixto                          |

| Campeonato Europeo | Campeonato Europeo  | Campeonato Europeo | Campeonato Europeo |
| Año                | Lugar               | Medalla            | Prueba             |
| ------------------ | ------------------- | ------------------ | ------------------ |
| 2023               | Balıkesir (Turquía) | Medalla de plata   | Individual         |